# Pierre Victor Auger
Pierre Victor Auger (ur. 14 maja 1899 w Paryżu, zm. 24 grudnia 1993 w Paryżu) francuski fizyk. 
W 1937 został profesorem Sorbony. W latach (1948–1958) pełnił funkcję dyrektora Departamentu Nauk Przyrodniczych UNESCO. W latach (1941–1944) mieszkał w USA (Chicago i Nowy Jork). W latach (1945–1948) był organizatorem szkolnictwa wyższego we Francji. 
Prowadził badania nad promieniowaniem kosmicznym. Jako pierwszy w roku 1938 zbadał i opisał pęki atmosferyczne promieniowania kosmicznego. Zajmował się również zagadnieniami fizyki atomowej. Auger był odkrywcą zjawiska samojonizacji (tzw. efekt Augera) (1925). 
Ogłosił liczne prace z fizyki neutronów, promieni X oraz promieniowania kosmicznego.